# نيلسون باريرا
نيلسون باريرا (بالإسبانية: Nelson Barrera)‏ هو لاعب كرة قاعدة مكسيكي، ولد في 17 أكتوبر 1957 في سيوداد ديل كارمن في المكسيك، وتوفي في 14 يوليو 2002 في ولاية كامبيتشي في المكسيك بسبب صعق كهربائي.
1. 1 2   https://www.tradingcarddb.com/Person.cfm/pid/62735/. {{استشهاد ويب}}: |url= بحاجة لعنوان (مساعدة) والوسيط |title= غير موجود أو فارغ (من ويكي بيانات) (مساعدة)